# Aleksandr Izvolski
Aleksandr Petróvich Izvolski (en idioma ruso: Алекса́ндр Петро́вич Изво́льский; Moscú, 6 de marzojul./ 18 de marzo de 1856greg.-París, 16 de agosto de 1919) fue un conde y diplomático ruso, uno de los principales artífices de la Entente anglo-rusa de inicios del siglo XX, la cual eliminaba pasadas rivalidades entre el Imperio británico y el Imperio ruso, sirviendo de sustento para la entrada del Reino Unido en la Primera Guerra Mundial al lado de Rusia.

## Biografía
Tras graduarse del aristocrático Liceo de Tsárskoye Seló, Izvolski entró al servicio diplomático ruso, donde se formó como protegido del príncipe Aleksandr Lobánov-Rostovski. A lo largo de su carrera, Izvolski sirvió en las legaciones rusas del Vaticano, Belgrado, Múnich, Tokio (desde 1900) y Copenhague, hasta alcanzar el rango de ministro Imperial de Asuntos Exteriores en abril de 1906.
Precisamente durante su ejercicio como ministro de Asuntos Exteriores, Izvolski trazó una política exterior destinada al fortalecimiento de las alianzas exteriores de Rusia, tras la derrota en la guerra ruso-japonesa y las graves convulsiones causadas por la Revolución Rusa de 1905. Los planes de Izvolski pasaban por modernizar el servicio diplomático ruso, alejarse de las pugnas políticas europeas y centrarse en la solución de problemas internos, para lo cual era preciso asegurar al menos «una década de paz» para Rusia. 

### Alianza con el Reino Unido
Para ello, Izvolski consideró necesario acercarse a los antiguos rivales de Rusia, Japón y el Reino Unido, a pesar de que tal política le causó serias críticas en su país por parte de los círculos más militaristas y chauvinistas, que exigían una guerra de revancha contra los japoneses y penetrar en Afganistán para amenazar el dominio británico sobre la India. 
No obstante, Izvolski defendía su política en nombre de la realpolitik alegando que, tras el debilitamiento de Rusia en la guerra contra Japón, se necesitaba contar con más aliados externos además de Francia. En esta meta Izvolski era apoyado por dos influyentes ministros: Piotr Stolypin y Vladímir Kokóvtsov. Como resultado de sus esfuerzos, Izvolski firmó con el ministro británico Arthur Nicolson la Convención ruso-británica de 1907 como base de la Entente anglo-rusa.

### Acuerdos con Austria-Hungría
Otra meta de Izvolski fue asegurar la libre navegación para los buques rusos (tanto mercantes como de guerra) en los estrechos del Bósforo y los Dardanelos, en tanto resultaba imperativo para Rusia emplear su poderío naval en el mar Mediterráneo para la defensa de sus intereses políticos, y no limitar su potencial naval a mares interiores como el mar Báltico o el mar Negro. Para lograr esto Izvolski necesitaba eliminar la desconfianza del Imperio austrohúngaro en el mayor grado posible, pues era evidente que Austria-Hungría, con ambiciones imperialistas sobre los Balcanes y el Imperio otomano, no aceptaría la presencia naval rusa en el Mediterráneo.
Izvolski trató de disipar los recelos austrohúngaros y para ello solicitó un encuentro con el ministro de asuntos exteriores de Austria-Hungría, el barón Alois Lexa von Aehrenthal; reunión que se celebró el 15 de septiembre de 1908 en el castillo de Buchlau, en Moravia (territorio austrohúngaro en esos años). Allí Izvolski ofreció que Rusia apoyaría la proyectada anexión de Bosnia-Herzegovina por parte de Austria, a cambio Izvolski requería que Austria-Hungría se comprometiera a permitir el paso de buques rusos por los estrechos de Turquía, así como a apoyar este pedido ruso en cualquier posterior conferencia diplomática.
Austria-Hungría tenía intenciones de anexarse Bosnia-Herzegovina desde hacía varios años, arrebatando esta región al decadente y debilitado Imperio otomano, pero en ese proyecto enfrentaba la oposición de Serbia que también ambicionaba anexarse ese mismo territorio. Debido a ello la oferta de Izvolski, considerando que Rusia era un tradicional aliado de Serbia, resultaba muy favorable para el gobierno austriaco y fue prontamente aceptada por Aerenthal.
Izvolski había esperado que el acuerdo con Aerenthal se hiciera realidad en una posterior conferencia diplomática sostenida con otros países europeos, considerando que este acuerdo modificaba las condiciones pactadas casi 30 años antes en el Tratado de Berlín de 1878. Pese a esto, el gobierno de Viena anunció de inmediato la anexión de Bosnia y Herzegovina el 6 de octubre de 1908, lo cual Izvolski no tenía previsto. 
Aunque Izvolski se sintió personalmente afectado y traicionado por la precipitación austriaca, trató de forzar una conferencia internacional para discutir la anexión realizada por Austria, pero el Reino Unido y Francia se negaron a ello alegando estar ante un hecho consumado, mientras que el Imperio alemán forzó a Izvolski a ceder ante la conducta de Austria, bajo amenaza de revelar en público sus conversaciones con Aerenthal. Condenado por la prensa paneslavista en Rusia y acusado de «traidor» por la opinión pública de Serbia, Izvolski perdió gran parte de su prestigio, y fue eventualmente cesado en su cargo en noviembre de 1910 para ser destinado como embajador de Rusia en Francia.

### Últimos años
Tras establecerse como embajador ruso en París en 1910, Izvolski se esforzó en fortalecer las relaciones de su país con Francia y el Reino Unido. Precisamente en París le sorprendió el estallido de la Primera Guerra Mundial, durante la cual permaneció en su puesto desempeñando con gran ímpetu sus labores como diplomático y cuidando de mantener activa la colaboración de Rusia dentro de la Triple Entente. 
Cuando tuvo noticias sobre el triunfo de la Revolución de febrero de 1917 ocurrida en Rusia, Izvolski renunció a su cargo diplomático, pero permaneció en París para abogar en favor de la intervención aliada en la Guerra Civil Rusa hasta que falleció repentinamente en agosto de 1919.
Poco antes de su muerte, Izvolsky se sentó, y para sorpresa de sus hijos, les dijo: «Si muero, no deseo ser enterrado en la Iglesia Ortodoxa Rusa. Dejad que el pastor protestante de vuestra madre lea las oraciones fúnebres.». Su hija, aunque sorprendida, atribuyó más tarde las palabras de su padre a «la amargura largamente reprimida que había sentido al ver la abyecta sumisión de la jerarquía ortodoxa al zar, y a la corrupta influencia de Rasputín».